# Laurie Davidson
Laurie Davidson, född 1 juli 1992 i Dulwich, London, är en brittisk skådespelare.
Davidson har bland annat medverkat i TV-serierna Masters of the Air, Ruth och Mary & George.

## Filmografi (i urval)
- 2019 – Cats
- 2024 – Masters of the Air (TV-serie)
- 2024 – Mary & George (TV-serie)
- 2025 – A Cruel Love: The Ruth Ellis Story (TV-serie)